# Eusapia matogrossensis
Eusapia matogrossensis är en skalbaggsart som beskrevs av Hüdepohl 1988. Eusapia matogrossensis ingår i släktet Eusapia och familjen långhorningar. Inga underarter finns listade i Catalogue of Life.